# Auslegungskunst
Auslegungskunst ist ein in der Aufklärung (18. Jahrhundert) geprägter deutscher Terminus zur Bezeichnung der Hermeneutik, die zuvor unter dem lateinischen Titel der „Hermeneutica universalis“ behandelt wurde. Die Auslegungskunst ist somit ein Vorläufer der modernen Hermeneutik.
Ein wichtiger Vertreter der Auslegungskunst ist Georg Friedrich Meier, der 1757 in seiner Veröffentlichung Versuch einer allgemeinen Auslegungskunst (Nachdruck 1965) in § 1 die Auslegungskunst wie folgt beschrieb:
„Die Auslegungskunst im weiteren Verstande […] ist die Wissenschaft der Regeln, durch deren Beobachtung die Bedeutungen aus ihren Zeichen können erkannt werden; die Auslegungskunst im engeren Verstande […] ist die Wissenschaft der Regeln, die man beobachten muß, wenn man den Sinn der Rede erkennen, und denselben andern vortragen will.“
Daneben stammt ein wichtiger Beitrag zur Auslegungskunst von Johann Martin Chladenius (1710–1759), der als Begründer der modernen Geschichtswissenschaft gilt. In seiner Einleitung zur richtigen Auslegung vernünftiger Reden und Schriften 1742 (Nachdruck 1969) entwickelte er allgemeine Regeln für die Interpretation historischer und dogmatischer (Lehr-)Schriften. Dabei wird von der heutigen Hermeneutik besonders seine Lehre des Sehepunktes (der Perspektive) gewürdigt.
Sowohl Meier als auch Chladenius behandeln die Auslegungskunst in einem eigenen Werk, nachdem diese zuvor meist innerhalb der Logik und der Vernunftlehre (so bei Johannes Clauberg, Christian Thomasius und Christian Wolff) ihren Ort hatte. Indem Meier die Auslegungskunst in die Nähe der Semiotik rückt und Chladenius besonders die Rolle der sogenannten 'unteren Erkenntnisvermögen' betont, führen ihre Konzeptionen einerseits über den Rationalismus der Aufklärung hinaus. Andererseits ist ihre strenge systematische Form, die Orientierung an der Wissenschaftlichkeit und die Konzeption eines primär rationalen Autors ein typischer Ausdruck der allgemeinen Annahmen der Aufklärung.